# Festival Poolbar
El festival poolbar es un festival anual en la ciudad de Feldkirch en Vorarlberg. Anualmente visitan a 20,000 personas este festival. 
El festival ofrece todos los veranos en los meses de julio y agosto durante seis semanas, además de conciertos, cine, cortometrajes, cabaret, poesía slam, prueba sorpresa, desfiles de moda, debates, etc. Se lleva a cabo en la antigua piscina cubierta Stella Matutina en el Parque Reichenfeld, justo en el centro de la ciudad. El mobiliario, que se renueva cada verano, está determinado por un concurso internacional de arquitectura. Concursos de arte y moda también enriquecen el festival.

## Artistas del festival poolbar
- 2023: Danger Dan, Xavier Rudd, Ernst Molden & Der Nino aus Wien, Charlie Cunningham.[2]

- 2022: Kytes , 5/8erl in Ehr´n, Jeremy Loops, My Ugly Clementine, Thees Uhlmann, Son Lux + Baiba, Lola Marsh[3]
- 2021: James Hersey, Junipa Gold, Stermann & Grissemann, Mighty Oaks, Keziah Jones, Patrice, The Notwist[4]
- 2020: Nu Jargon, Buntspecht, Of Horses and Men, Lou Asril, Elis Noa[5]
- 2019: Bilderbuch, Triggerfinger, Xavier Rudd, Mighty Oaks, Ed Rush, Velvet Two Stripes, Tove Lo, Wooze, Propagandhi[6]
- 2018: Eels, Ziggy Marley, Shout Out Louds, The Subways
- 2017: Pixies, Jake Bugg, Sohn, The Naked And Famous, HVOB, Leyya, Conor Oberst
- 2016: Nada Surf, Travis, Dispatch, Peaches, Lola Marsh, Bilderbuch
- 2015: Patrice, Wanda, William Fitzsimmons, Elektro Guzzi, Dillon, Darwin Deez, Colour Haze
- 2014: Shout Out Louds, Bonaparte, The Dandy Warhols, Anna Calvi, Maximo Park
- 2013: My Bloody Valentine, Frank Turner, Young Rebel Set, Casper, Bad Religion, Kate Nash
- 2012: Marilyn Manson, Regina Spektor, Yann Tiersen, Theophilus London, The Whitest Boy Alive, Gogol Bordello
- 2011: Portugal The Man, The Subways, Molotov, Kettcar, dEUS, Hercules & Love Affair
- 2010: Nada Surf, Juliette Lewis, Flogging Molly, Ebony Bones, Die Goldenen Zitronen
- 2009: Dropkick Murphys, Anti-Flag, Morcheeba, Art Brut
- 2008: The Wombats, The Notwist, Friska Viljor, Modeselektor, Iron and Wine
- 2007: Shout Out Louds, Kosheen, Final Fantasy, Slut, IAMX
- 2006: Calexico, Vendetta, Trail of Dead, Attwenger, Eagle*Seagull